# Hiszpańskie królowe
Chronologiczna lista królowych Hiszpanii od momentu zjednoczenia Kastylii i Aragonii królestw hiszpańskich pod berłem Habsburgów.

## Habsburgowie
| # | Imię                    | Wizerunek | Urodzona                        | Zmarła                               | Czas rządów | Rodzice                                                    | Mąż                |
| - | ----------------------- | --------- | ------------------------------- | ------------------------------------ | ----------- | ---------------------------------------------------------- | ------------------ |
| 1 | Izabela Portugalska     |           | 24 października 1503 Lizbona    | 1 maja 1539 Toledo                   | 1526-1539   | Manuel I Szczęśliwy Maria Aragońska                        | Karol V Habsburg   |
| 2 | Maria Tudor             |           | 18 lutego 1516 Greenwich        | 17 listopada 1558 St. James’s Palace | 1556-1558   | Henryk VIII Tudor Katarzyna Aragońska                      | Filip II Habsburg  |
| 3 | Elżbieta Walezjuszka    |           | 2 kwietnia 1545 Fontainebleau   | 3 października 1568 Aranjuez         | 1559-1568   | Henryk II Walezjusz Katarzyna Medycejska                   | Filip II Habsburg  |
| 4 | Anna Austriaczka        |           | 1 listopada 1549 Valladolid     | 26 października 1580 Badajoz         | 1570-1580   | Maksymilian II Habsburg Maria Hiszpańska                   | Filip II Habsburg  |
| 5 | Małgorzata Austriaczka  |           | 25 grudnia 1584 Graz            | 3 października 1611 Escorial         | 1599-1611   | Karol Styryjski Anna Maria Wittelsbach                     | Filip III Habsburg |
| 6 | Elżbieta Burbon         |           | 22 listopada 1603 Fontainebleau | 6 października 1644 Madryt           | 1621-1644   | Henryk IV Burbon Maria Medycejska                          | Filip IV Habsburg  |
| 7 | Marianna Austriaczka    |           | 23 grudnia 1634 Wiedeń          | 16 maja 1696 Madryt                  | 1649-1665   | Ferdynand III Habsburg Maria Anna Hiszpańska               | Filip IV Habsburg  |
| 8 | Maria Ludwika Orleańska |           | 27 marca 1662 Paryż             | 12 lutego 1689 Madryt                | 1679-1689   | Filip I Burbon-Orleański Henrietta Anna Stuart             | Karol II Habsburg  |
| 9 | Maria Anna Palatyńska   |           | 28 października 1667 Düsseldorf | 16 lipca 1740 Guadalajara            | 1690-1700   | Filip Wilhelm Wittelsbach Elżbieta Amalia Hessen-Darmstadt | Karol II Habsburg  |

## Burbonowie
| #  | Imię                           | Wizerunek | Urodzona                   | Zmarła                  | Czas rządów | Rodzice                                                     | Mąż                     |
| -- | ------------------------------ | --------- | -------------------------- | ----------------------- | ----------- | ----------------------------------------------------------- | ----------------------- |
| 10 | Maria Ludwika Sabaudzka        |           | 17 września 1688 Turyn     | 14 lutego 1714          | 1701-1714   | Wiktor Amadeusz II Maria Anna Orleańska                     | Filip V Hiszpański      |
| 11 | Elżbieta Farnese               |           | 25 października 1692 Parma | 10 lipca 1766 Aranjuez  | 1714-1724   | Edward II Farnese Dorota Zofia Pfalz-Neuburg                | Filip V Hiszpański      |
| 12 | Ludwika Elżbieta Orleańska     |           | 9 grudnia 1709 Wersal      | 16 czerwca 1742 Paryż   | 1724        | Filip II Burbon-Orleański Franciszka Maria de Bourbon-Blois | Ludwik I Hiszpański     |
| 11 | Elżbieta Farnese               |           | 25 października 1692 Parma | 10 lipca 1766 Aranjuez  | 1724-1746   | Edward II Farnese Dorota Zofia Pfalz-Neuburg                | Filip V Hiszpański      |
| 13 | Maria Barbara Portugalska      |           | 4 grudnia 1711 Lizbona     | 27 sierpnia 1758 Madryt | 1746-1758   | Jan V (król Portugalii) Maria Anna Austriaczka              | Ferdynand VI Hiszpański |
| 14 | Maria Amalia Wettyn            |           | 24 listopada 1724 Drezno   | 27 września 1760 Madryt | 1759-1760   | August III Sas Maria Józefa Habsburżanka                    | Karol III Hiszpański    |
| 15 | Maria Ludwika Burbon-Parmeńska |           | 9 grudnia 1751 Parma       | 2 stycznia 1819 Rzym    | 1788-1808   | Filip I Parmeński Ludwika Elżbieta Burbon                   | Karol IV Burbon         |

## Bonaparte
| #  | Imię                  | Wizerunek | Urodzona                 | Zmarła                    | Czas rządów | Rodzice                             | Mąż             |
| -- | --------------------- | --------- | ------------------------ | ------------------------- | ----------- | ----------------------------------- | --------------- |
| 16 | Julia Clary-Bonaparte |           | 26 grudnia 1771 Marsylia | 7 kwietnia 1845 Florencja | 1808-1813   | François Clary Françoise Rose Somis | Józef Bonaparte |

## Burbonowie
| #  | Imię                      | Wizerunek | Urodzona                    | Zmarła                   | Czas rządów | Rodzice                                            | Mąż                       |
| -- | ------------------------- | --------- | --------------------------- | ------------------------ | ----------- | -------------------------------------------------- | ------------------------- |
| 17 | Maria Izabela Portugalska |           | 19 maja 1797 Lizbona        | 26 grudnia 1818 Aranjuez | 1816-1818   | Jan VI (król Portugalii) Charlotta Joachima Burbon | Ferdynand VII Hiszpański  |
| 18 | Maria Józefa Wettyn       |           | 7 grudnia 1803 Drezno       | 18 maja 1829 Aranjuez    | 1819-1829   | Maksymilian Wettyn Karolina Burbon-Parmeńska       | Ferdynand VII Hiszpański  |
| 19 | Maria Krystyna Sycylijska |           | 27 kwietnia 1806 Palermo    | 22 sierpnia 1878 Hawr    | 1829-1833   | Franciszek I Burbon Maria Izabela Burbon           | Ferdynand VII Hiszpański  |
| 20 | Izabela II Hiszpańska     |           | 10 października 1830 Madryt | 9 kwietnia 1904 Paryż    | 1833-1868   | Ferdynand VII Hiszpański Maria Krystyna Burbon     | Franciszek de Asís Burbon |

## Sabaudowie
| #  | Imię                                    | Wizerunek | Urodzona              | Zmarła                    | Czas rządów | Rodzice                                                                         | Mąż                  |
| -- | --------------------------------------- | --------- | --------------------- | ------------------------- | ----------- | ------------------------------------------------------------------------------- | -------------------- |
| 21 | Maria Wiktoria del Pozzo della Cisterna |           | 8 sierpnia 1847 Paryż | 8 listopada 1876 San Remo | 1870-1873   | Carlos Manuel del Pozzo della Cisterna Luisa Carolina Ghislaine, hrabina Merode | Amadeusz I Sabaudzki |

## Burbonowie
| #  | Imię                            | Wizerunek | Urodzona                             | Zmarła                 | Czas rządów | Rodzice                                       | Mąż                |
| -- | ------------------------------- | --------- | ------------------------------------ | ---------------------- | ----------- | --------------------------------------------- | ------------------ |
| 22 | Maria de las Mercedes Orleańska |           | 24 czerwca 1860 Madryt               | 26 czerwca 1878 Madryt | 1878        | Antoni Orleański Ludwika Ferdynanda Burbon    | Alfons XII Burbon  |
| 23 | Maria Krystyna Austriaczka      |           | 21 lipca 1858 Gross-Seelowitz        | 6 lutego 1929 Madryt   | 1879-1885   | Karol Ferdynand Habsburg Elżbieta Austriaczka | Alfons XII Burbon  |
| 24 | Wiktoria Eugenia Battenberg     |           | 24 października 1887 Balmoral Castle | 15 kwietnia 1969       | 1906-1931   | Henryk Battenberg Beatrycze Koburg            | Alfons XIII Burbon |

| #  | Imię                     | Wizerunek | Urodzona                | Zmarła | Czas rządów | Rodzice                                                          | Mąż                |
| -- | ------------------------ | --------- | ----------------------- | ------ | ----------- | ---------------------------------------------------------------- | ------------------ |
| 25 | Zofia Grecka             |           | 2 listopada 1938 Ateny  |        | 1975-2014   | Paweł I Glücksburg Fryderyka Hanowerska                          | Jan Karol I Burbon |
| 26 | Letycja Ortiz Rocasolano |           | 15 września 1972 Oviedo |        | 2014-       | Jesus Jose Ortiz Alvarez Marie de la Paloma Rocasolano Rodriguez | Filip VI Burbon    |